# Valve parachute
Pour les articles homonymes, voir valve.
Une valve parachute ou clapet parachute est une vanne ou un clapet servant à bloquer automatiquement une conduite lors de l’augmentation subite de débit d’une installation hydraulique,.